# GSC16-433
GSC16-433 є хімічно пекулярною зорею
спектрального класу
A0 й має видиму зоряну величину в
смузі V приблизно 10.0.
.